# Sinularia variabilis
Sinularia variabilis är en korallart som beskrevs av Tixier-Durivault 1945. Sinularia variabilis ingår i släktet Sinularia och familjen läderkoraller. Inga underarter finns listade i Catalogue of Life.